# Phyllonorycter amseli
Phyllonorycter amseli là một loài bướm đêm thuộc họ Gracillariidae. Nó được tìm thấy ở Croatia và Montenegro.
Ấu trùng ăn Quercus polycarpa và Quercus pubesecens. Chúng cuộn lá làm tổ. They create a lower-surface tentiform mine.